# Native (曲)
「Native」（ネイティブ）は日本の音楽グループ、ZOOの3rdシングル。1991年7月3日（曲の製作は1990年）にFOR LIFEよりリリースされた。

## 概要
アルバム『NATIVE』の先行シングル。メインボーカルはSATSUKIで、中西圭三がボーカルとコーラスに参加。中西は1998年発売の自身のアルバム『SONGS』にてセルフカバーしている。

## タイアップ使用楽曲
「Native」は、テレビ朝日系『Club DADA』・『華麗にAh!so』のオープニングテーマに使用された。

## 収録曲
全曲　作詞：佐藤ありす／作曲：中西圭三・小西貴雄／編曲：岩崎文紀
1. Native
2. DADA'S Theme Count Down